# هيو وارد
هيو وارد (بالإنجليزية: Hugh Ward)‏ هو مجدف أسترالي، ولد في 17 سبتمبر 1889 في Petersham, New South Wales ‏ في أستراليا، وتوفي في 22 نوفمبر 1972 في سيدني في أستراليا.

## وصلات خارجية
- هيو وارد على موقع الاتحاد الدولي للتجديف (الإنجليزية)
- هيو وارد على موقع اللجنة الأولمبية الدولية (الإنجليزية)
- هيو وارد على موقع أوليمبيديا (الإنجليزية)
- هيو وارد على موقع اللجنة الأولمبية الأسترالية (الإنجليزية)